# انریکو پرسیکو
 انریکو پرسیکو (انگلیسی: Enrico Persico؛ زاده ۹ اوت ۱۹۰۰ درگذشته ۱۷ ژوئن ۱۹۶۹) یک فیزیک‌دان اهل ایتالیا بود.